# 五丁龍志
五丁 龍志（ごちょう たつし）は、日本の知的財産学者・弁理士、起業家。大阪工業大学知的財産学部学部長、大阪工業大学専門職大学院知的財産研究科長教授。大阪知財塾主催者。
主な専門は、知的財産総合（基礎・実用・応用・展開）、工業所有権・特許情報、企業経営/技術経営論・マーケティング（ブランド・デザイン）、キャリア教育（弁理士・起業家）
。
大阪工業大学にて弁理士受験会を企画開催し、2017年、2018年、2019年と3年連続で難関の弁理士試験最年少合格者を輩出している（在学中の現役合格者は、2021年度まで5年連続で輩出）。
大学教員としての業務の傍、音楽活動にも積極的であり、トランペット、ギターで、頻繁にコンサート・ライブをこなしている。音楽関係でもプロ奏者との繋がりを有している。

## 略歴
1994年 早稲田大学教育学部理学科生物学専修卒業。1996年 早稲田大学大学院理工学研究科物理学応用物理学専攻修士課程修了。2003年 三井物産ナノテク事業部ベンチャー企業に参画。2008年 Techno Producer起業、代表取締役。2012年 大阪工業大学知的財産学部准教授、2020年 同学部教授。
知的財産の対外啓蒙活動として、企業向けに日本知的財産協会・発明協会主催「特許情報の戦略的活用」講演会2014、大阪発明協会知的財産セミナー「実務初級～中級者のためのケースに学ぶ技術契約入門2021」などの講師を担当している
。
また高校生向けには、知的財産入門模擬授業を常翔啓光学園高校・京都府立工業高等学校（2019）、奈良県立青翔高校・川西明峰高校・兵庫県立西脇工業高校（2018）、洛星高校・大阪市立東高校・大阪府立島本高校（2017）、和歌山県立粉河高校（2016）などへ行っている。